# Алгоритм Нидлмана — Вунша
Алгоритм Нидлмана — Вунша — это алгоритм для выполнения выравнивания двух последовательностей (будем называть их {\displaystyle A} и {\displaystyle B}), который используется в биоинформатике при построении выравниваний аминокислотных или нуклеотидных последовательностей. Алгоритм был предложен в 1970 году Солом Нидлманом и Кристианом Вуншем.
Алгоритм Нидлмана — Вунша является примером динамического программирования, и он оказался первым примером приложения динамического программирования к сравнению биологических последовательностей.

## Современное представление
Соответствие выровненных символов задается матрицей схожести. Здесь {\displaystyle S(a,\;b)} — похожесть символов {\displaystyle a} и {\displaystyle b}. Также используется линейный штраф за разрыв, называемый здесь {\displaystyle d}.
Например, если матрица похожести задается таблицей
| - | A  | G  | C  | T  |
| - | -- | -- | -- | -- |
| A | 10 | -1 | -3 | -4 |
| G | -1 | 7  | -5 | -3 |
| C | -3 | -5 | 9  | 0  |
| T | -4 | -3 | 0  | 8  |

то выравнивание:
```
 GTTAC‒‒
 G‒‒ACGT
```

со штрафом за разрыв {\displaystyle d=-5} будет иметь следующую оценку:
{\displaystyle S(G,\;G)+2\times d+S(A,\;A)+S(C,\;C)+2\times d}
{\displaystyle =7+(2\times -5)+10+9+(2\times -5)=6.}
Для нахождения выравнивания с наивысшей оценкой назначается двумерный массив (или матрица) {\displaystyle F}, содержащая столько же строк, сколько символов в последовательности {\displaystyle A}, и столько же столбцов, сколько символов в последовательности {\displaystyle B}. Запись в строке {\displaystyle i} и столбце {\displaystyle j} обозначается далее как {\displaystyle F_{ij}}. Таким образом, если мы выравниваем последовательности размеров {\displaystyle n} и {\displaystyle m}, то количество требуемой памяти будет {\displaystyle O(nm)}. (Алгоритм Хиршберга позволяет вычислять оптимальное выравнивание, используя {\displaystyle O(n+m)} количество памяти, но примерно вдвое большее время счета.)
В процессе работы алгоритма величина {\displaystyle F_{ij}} будет принимать значения оптимальной оценки для выравнивания первых {\displaystyle i=0,\;\ldots ,\;n} символов в {\displaystyle A} и первых {\displaystyle j=0,\;\ldots ,\;m} символов в {\displaystyle B}. Тогда принцип оптимальности Беллмана может быть сформулирован следующим образом:
```
  Базис:
  

  

    

      

        

          
F

          

            
0

            
j

          

        

        
=

        
d

        
⋅

        
j

      

    

    
{\displaystyle F_{0j}=d\cdot j}

  

  

  

    

      

        

          
F

          

            
i

            
0

          

        

        
=

        
d

        
⋅

        
i

      

    

    
{\displaystyle F_{i0}=d\cdot i}

  

  Рекурсия, основанная на принципе оптимальности:
  

  

    

      

        

          
F

          

            
i

            
j

          

        

        
=

        
max

        
(

        

          
F

          

            
i

            
−

            
1

            
,

            

            
j

            
−

            
1

          

        

        
+

        
S

        
(

        

          
A

          

            
i

          

        

        
,

        

        

          
B

          

            
j

          

        

        
)

        
,

        

        

          
F

          

            
i

            
,

            

            
j

            
−

            
1

          

        

        
+

        
d

        
,

        

        

          
F

          

            
i

            
−

            
1

            
,

            

            
j

          

        

        
+

        
d

        
)

        
.

      

    

    
{\displaystyle F_{ij}=\max(F_{i-1,\;j-1}+S(A_{i},\;B_{j}),\;F_{i,\;j-1}+d,\;F_{i-1,\;j}+d).}

  

```

Псевдо-код алгоритма для вычисления матрицы F представлен ниже:
```
  
for
 i=0 
to
 
length
(A)
    F(i,0) ← d*i
  
for
 j=0 
to
 
length
(B)
    F(0,j) ← d*j
  
for
 i=1 
to
 
length
(A)
    
for
 j = 1 
to
 
length
(B)
    {
      Match ← F(i-1,j-1) + S(A
i
, B
j
)
      Delete ← F(i-1, j) + d
      Insert ← F(i, j-1) + d
      F(i,j) ← 
max
(Match, Insert, Delete)
    }
```

Когда матрица {\displaystyle F} рассчитана, её элемент {\displaystyle F_{ij}} дает максимальную оценку среди всех возможных выравниваний. Для вычисления самого выравнивания, которое получило такую оценку, нужно начать с правой нижней клетки и сравнивать значения в ней с тремя возможными источниками (соответствие, вставка или удаление), чтобы увидеть, откуда оно появилось. В случае соответствия {\displaystyle A_{i}} и {\displaystyle B_{j}} выровнены, в случае удаления{\displaystyle A_{i}} выровнено с разрывом, а в случае вставки с разрывом выровнено уже {\displaystyle B_{j}}. (В общем случае может быть более одного варианта с одинаковым значением, которые приведут к альтернативным оптимальным выравниваниям.)
```
  AlignmentA ← ""
  AlignmentB 
←
 ""
  i 
←
 
length
(A)
  j 
←
 
length
(B)
  
while
 (i > 0 
or
 j > 0)
  {
    Score 
←
 F(i,j)
    ScoreDiag 
←
 F(i - 1, j - 1)
    ScoreUp 
←
 F(i, j - 1)
    ScoreLeft 
←
 F(i - 1, j)
    
if
 (Score == ScoreDiag + S(A
i
, B
j
))
    {
      AlignmentA 
←
 A
i
 + AlignmentA
      AlignmentB 
←
 B
j
 + AlignmentB
      i 
←
 i - 1
      j 
←
 j - 1
    }
    
else
 
if
 (Score == ScoreLeft + d)
    {
      AlignmentA 
←
 A
i
 + AlignmentA
      AlignmentB 
←
 "-" + AlignmentB
      i 
←
 i - 1
    }
    
otherwise
 (Score == ScoreUp + d)
    {
      AlignmentA 
←
 "-" + AlignmentA
      AlignmentB 
←
 B
j
 + AlignmentB
      j 
←
 j - 1
    }
  }
  
while
 (i > 0)
  {
    AlignmentA 
←
 A
i
 + AlignmentA
    AlignmentB 
←
 "-" + AlignmentB
    i 
←
 i - 1
  }
  
while
 (j > 0)
  {
    AlignmentA 
←
 "-" + AlignmentA
    AlignmentB 
←
 B
j
 + AlignmentB
    j 
←
 j - 1
  }
```

## Исторические замечания
Нидлман и Вунш описали свой алгоритм в явном виде для случая, когда оценивается только соответствие или несоответствие символов, но не разрыв ({\displaystyle d=0}). В оригинальной публикации от 1970 года предлагается рекурсия
{\displaystyle F_{ij}=\max _{h<i,\;k<j}\{F_{h,\;j-1}+S(A_{i},\;B_{j}),\;F_{i-1,\;k}+S(A_{i},\;B_{j})\}.}
Соответствующий алгоритм динамического программирования требует кубического времени для расчета. В статье также указывается, что рекурсия может быть адаптирована и на случай любой формулы для штрафа за разрыв:

Штраф за разрыв — число, вычитаемое за каждый разрыв, — может рассматриваться, как помеха появлению разрывов в выравнивании. Величина штрафа за разрыв может быть функцией размера и/или направления разрыва. [стр. 444]

Более быстрый алгоритм динамического программирования с квадратичным временем выполнения для той же задачи (нет штрафа за разрыв) был впервые предложен Давидом Санкофф в 1972.
Аналогичный квадратичный по времени алгоритм был независимо открыт Т. К. Винцюком в 1968 для обработке речи
(динамическое предыскажение шкалы) и Робертом А. Вагнером и Майклом Дж. Фишером в 1974 для сопоставления строк.
Нидлман и Вунш сформулировали свою задачу в терминах максимизации похожести. Другая возможность заключается в минимизации редакционного расстояния между последовательностями, предложенной В. Левенштейном, однако было показано, что две эти задачи эквивалентны.
В современной терминологии «Нидлман — Вунш» относится к алгоритму выравнивания последовательностей квадратичному по времени для линейного или аффинного штрафа за разрыв.